# شعلان (المحابشة)

تعديل مصدري - تعديل

شعلان هي إحدى قرى عزلة بني مجيع بمديرية المحابشة التابعة لمحافظة حجة، بلغ تعداد سكانها 666 نسمة حسب تعداد اليمن لعام 2004.